# Popești (okręg Hunedoara)
Popești – wieś w Rumunii, w okręgu Hunedoara, w gminie Cârjiți. W 2011 roku liczyła 142 mieszkańców.